# دانيال نافا
دانيال نافا (بالإنجليزية: Daniel Nava) هو لاعب كرة قاعدة أمريكي، ولد في 22 فبراير 1983 في ريدوود في الولايات المتحدة.

## وصلات خارجية
- دانيال نافا على موقع دوري كرة القاعدة الرئيسي (الإنجليزية)
- دانيال نافا على موقعبيزبول رفرنس.كوم (الدوري الرئيسي) (الإنجليزية)
- دانيال نافا على موقعبيزبول رفرنس.كوم (الدوري الثانوي) (الإنجليزية)
- دانيال نافا على موقع إي إس بي إن.كوم (أم.أل.بي) (الإنجليزية)
- دانيال نافا على موقع مشجعي الرسوم البيانية (الإنجليزية)